# Nycteris arge
Nycteris arge är en fladdermusart som beskrevs av Thomas 1903. Nycteris arge ingår i släktet Nycteris och familjen hålnäsor. IUCN kategoriserar arten globalt som livskraftig. Inga underarter finns listade i Catalogue of Life.
Arten förekommer i västra och centrala Afrika från Sierra Leone till Uganda och västra Kenya samt söderut till Kongo-Kinshasa och norra Angola. Habitatet varierar mellan regnskogar, savanner, öppna landskap med några träd samt galleriskogar. Individerna vilar på dagen under träd som ligger på marken samt i trädens håligheter.